# Brahmi-Zahlschrift
Die Brahmi-Ziffern sind indische Zahlzeichen aus dem 3. Jahrhundert v. Chr. Von ihnen stammen die indischen Ziffern ab.

## Ursprung und Entwicklung

Brahmi-Ziffern im ersten Jahrhundert n. Chr.

Der Ursprung der Brahmi-Ziffern ist unbekannt.
Nach einer Hypothese entstanden die Symbole aus der vom aramäischen Alphabet abstammenden Kharoshthi-Schrift, nach einer anderen aus den hieratischen Ziffern. Zwar gibt es einige plausible Gründe für beide Vermutungen, dennoch sind sie eher als spekulativ anzusehen. Vermutlich sind die Brahmi-Ziffern, ähnlich wie die Zahlensymbole der hieratischen Schrift, aber unabhängig von ihnen, aus
schreibökonomischen Vereinfachungen ursprünglich primitiver Strichgruppen entstanden (Ifrah 2000, S. 391).
Zusammen mit der aus der aramäischen Schrift entstandenen Brahmi-Schrift werden die Brahmi-Ziffern spätestens um 250 v. Chr. unter der Herrschaft Ashokas verwendet.
Um 500 n. Chr. entwickelte sich in Indien das dezimale Stellenwertsystem, allerdings zunächst nicht mit den Brahmi-Ziffern, sondern mit allegorischen Zahlwörtern, erst Bhaskara I. verwendet die ersten neun Brahmi-Ziffern zusammen mit einem kleinen Kreis für die Null in einem Dezimalsystem.

## Eigenschaften
Auch wenn die ersten neun Zahlzeichen die direkten Vorfahren unserer heutigen Ziffern sind, so handelt es sich bei den Brahmi-Ziffern nicht um ein Stellenwertsystem. Es gab keine Null und eigene Zahlzeichen für die Zehner (10, 20, 30,…) sowie für die 100 und 1000. Die entsprechenden Zahlen 200, 300,… wurden durch Ligaturen ihrer Ziffern dargestellt.
Wesentliches Merkmal der Brahmi-Ziffern ist, dass sie ausschließlich zur Darstellung von Zahlen verwendet wurden, in dieser Hinsicht
ähnlich den babylonischen, ägyptischen und chinesischen Zahlzeichen, und nicht wie in allen anderen vom phönizischen Alphabet abstammenden Schriften der Antike eine Doppelbedeutung als Buchstabe und als Ziffer besaßen.